# Musca naevosus
Musca naevosus är en tvåvingeart som först beskrevs av Harris 1780.  Musca naevosus ingår i släktet Musca och familjen bredmunsflugor. Inga underarter finns listade i Catalogue of Life.